# Patrick Hughes (kunstenaar)
Patrick Hughes (Birmingham, 20 oktober 1939) is een Britse kunstenaar die in Londen werkzaam is. Hij is de geestelijk vader van "reverspective", een optische illusie op een driedimensionaal oppervlak (veelal een of meerdere afgeknotte piramides met een vierkante basis) waarbij de delen van de afbeelding die het verst lijken fysiek het dichtst bij zijn.

## Beknopte biografie
Patrick Hughes werd geboren in Birmingham, ging naar school in Hull en ging in 1959 naar het James Graham Day College in Leeds. Later gaf hij les aan het Leeds College of Art voordat hij een onafhankelijke kunstenaar werd. Hughes sloot zich aan bij de "Jape Art"-kunstbeweging van Robin Page. Hij heeft drie zonen bij zijn eerste vrouw, Rennie Paterson, en was later getrouwd met de auteur Molly Parkin. Hughes woont boven zijn studio in de buurt van Old Street, Londen, met zijn derde vrouw, de historicus en biograaf Diane Atkinson.
- Bibsys: 14024358
- Gemeinsame Normdatei: 119244578
- International Standard Name Identifier: 0000 0001 1476 1335
- Library of Congress Control Number: n83217824
- Nationale Bibliotheek van Letland: 000086880
- Bibliotheek van het Japanse parlement: 00443972
- Nationale Bibliotheek van Tsjechië: jo2003190776
- Nationale Bibliotheek van Israël: 987007388787305171
- Nederlandse Thesaurus van Auteursnamen: 071330763
- RKD-Nederlands Instituut voor Kunstgeschiedenis: 40362
- SNAC: w6zg8814
- Système universitaire de documentation: 07005648X
- Union List of Artist Names: 500000250
- Virtual International Authority File: 84154107
- WorldCat: E39PBJbCPTvvGbqHmPGdgfRYfq